# Neolithobius aztecus
Neolithobius aztecus är en mångfotingart som först beskrevs av Jean-Henri Humbert och Henri Saussure 1869.  Neolithobius aztecus ingår i släktet Neolithobius och familjen stenkrypare.
Artens utbredningsområde är Guatemala. Inga underarter finns listade i Catalogue of Life.